# Тимофеев, Пётр Петрович (генерал)
Пётр Петрович Тимофеев (1899—1958) — сотрудник советских органов государственной безопасности, генерал-лейтенант.

## Биография
Пётр Петрович Тимофеев родился в июле 1899 года в Санкт-Петербурге в семье железнодорожного служащего. Рано остался без матери, подвергался издевательствам со стороны мачехи. В 1910 году сбежал из дома, рос у тёток. В 1914 году окончил четырёхклассное высше-начальное училище, в 1915 году — один класс среднего учебного заведения. Трудовую деятельность начал в мае 1915 года в качестве контролёра билетов Калашниковской пристани пароходства Щитова. Позднее работал на пароходах, ходивших по Неве, в качестве матроса, кочегара, матроса ремонтной команды. В августе 1917 года вступил в отряд Красной гвардии.
В 1918—1919 годах служил кочегаром на кораблях в Петрограде.
В апреле 1919 года Тимофеев пошёл на службу в органы ВЧК. Служил в подразделениях ВЧК в стрелковых дивизиях. Участвовал в советско-польской войне. После окончания Гражданской войны служил в различных военных и территориальных подразделениях ОГПУ на Украине.
В мае—октябре 1938 года возглавлял Могилёв-Подольский городской отдел НКВД УССР. Во время работы первого Народного комиссариата государственной безопасности СССР возглавлял 1-й отдел 2-го Управления, занимался борьбой с немецкой разведкой. Во время Великой Отечественной войны возглавлял 1-й отдел 2-го Управления НКВД СССР, затем начальником 4-го отдела, помощником начальника Главного управления контрразведки «СМЕРШ», параллельно возглавлял оперативную группу «СМЕРШ» в Румынии.
После окончания войны Тимофеев служил заместителем начальника 1-го Главного управления Министерства государственной безопасности СССР.
В августе 1948 года в звании генерал-лейтенанта он вышел в отставку по болезни. Проживал в Москве.
Умер в июле 1958 года. Похоронен на Новодевичьем кладбище.

## Награды
Был награждён орденом Ленина, три ордена Красного Знамени, два ордена Кутузова 2-й степени, два ордена Отечественной войны 1-й степени, орденом «Знак Почёта» и рядом медалей.